# Broadfields United F.C.
Broadfields United FC là một câu lạc bộ bóng đá có trụ sở tại Harrow, Greater London, Anh. Đội bóng hiện thi đấu tại  và dùng chung sân nhà với câu lạc bộ Rayners Lane's Tithe Farm Sports & Social Club.

## Danh hiệu
- Spartan South Midlands League Challenge Trophy
  - Nhà vô địch mùa giải 2017-18
- Middlesex Premier Cup
  - Nhà vô địch mùa giải 2016–17, 2017–18
- Middlesex County League
  - Nhà vô địch Senior Division mùa giải 1996–97[2]
  - Nhà vô địch Alec Smith Premier Division Cup các mùa giải 2011–12, 2012–13[1]
- Southern Olympian League
  - Nhà vô địch Division Four mùa giải 1994–95[3]